# Eusterinx
Eusterinx är ett släkte av steklar som beskrevs av Förster 1869. Eusterinx ingår i familjen brokparasitsteklar.

## Dottertaxa tillEusterinx, i alfabetisk ordning[1][2]
- Eusterinx alutacea
- Eusterinx anthracina
- Eusterinx apophysa
- Eusterinx aquilonigena
- Eusterinx arcuata
- Eusterinx argutula
- Eusterinx armata
- Eusterinx australis
- Eusterinx bispinosa
- Eusterinx circaea
- Eusterinx diminuta
- Eusterinx diversa
- Eusterinx fabulosa
- Eusterinx festiva
- Eusterinx fleischeri
- Eusterinx fragilis
- Eusterinx furva
- Eusterinx georgiana
- Eusterinx imitator
- Eusterinx inaequalis
- Eusterinx inaspicua
- Eusterinx jakutica
- Eusterinx jugorum
- Eusterinx kurilensis
- Eusterinx laevipleuris
- Eusterinx minima
- Eusterinx nana
- Eusterinx obscurella
- Eusterinx oligomera
- Eusterinx permiranda
- Eusterinx pseudoligomera
- Eusterinx recurvata
- Eusterinx refractaria
- Eusterinx rufula
- Eusterinx similis
- Eusterinx simplicornis
- Eusterinx solida
- Eusterinx subdola
- Eusterinx subtilis
- Eusterinx tartarea
- Eusterinx tenuicincta
- Eusterinx tobiasi
- Eusterinx townesi
- Eusterinx trichops
- Eusterinx trifasciata
- Eusterinx truculenta
- Eusterinx vectensis